# 中華民國108年全國運動會鐵人三項比賽
中華民國108年全國運動會鐵人三項比賽區分個人男子，個人女子及混合接力組，共產生三面金牌
，賽事於108年10月19日至10月20日在桃園市觀音區崙坪國民小學旁崙坪陂塘舉行。

## 競賽資訊[a 1]

### 比賽項目
- （一）個人男子組：鐵人三項奧運標準賽程（游泳 1.5 公里、自由車 40公里、路跑 10 公里）共計 51.5 公里。
- （二）個人女子組：鐵人三項奧運標準賽程（游泳 1.5 公里、自由車 40公里、路跑 10 公里）共計 51.5 公里。
- （三）混合接力組：參加混合接力之選手須符合參賽標準，每隊 2 男 2 女共 4 人組成。比賽順序為女、男、女、男。每位選手須完成游泳 250 公尺、自由車 6 公里、路跑 2 公里，再交棒給下一名隊友，以最後一棒進入終點時間為名次判決依據

## 裁判名單[a 1]
| 職務               | 姓名                                                           |
| ------------------ | -------------------------------------------------------------- |
| 審判委員召集人     | 劉玉峯                                                         |
| 審判委員           | 毛念祖 李應欽 陳銘風 劉錫鑫                                    |
| 裁 判 長           | 魏振展                                                         |
| 副裁判長           | 黃金宏                                                         |
| 檢錄主任           | 戴良輝                                                         |
| 檢錄裁判           | 李新生 柳書琴 康亞玲 簡美珠                                    |
| 游泳主任           | 戴安宇                                                         |
| 游泳裁判           | 林家弘 胡鐵艦 劉政豪 蘇鼎凱                                    |
| 轉換區主任         | 連經堯                                                         |
| 轉換區裁判         | 李宙諺 林裕翔 陳仲杰 劉楚嘯 顏義峰                             |
| 自由車巡迴主任     | 陳柏丞                                                         |
| 自由車巡迴裁判     | 王魯發 甘中元 侯福來 陳建璿 彭舜熙 湯煥文 黃嶽龍 廖東能 鮑威南 |
| 自由車折返點主任   | 謝志忠                                                         |
| 自由車折返點副主任 | 徐信男                                                         |
| 自由車折返點裁判   | 莊榮盛 陳韋嘉                                                  |
| 自由車定點主任     | 鄭蓮池                                                         |
| 自由車定點裁判     | 江富梅 李俊麟 李樹中 馬維新 張文淵 溫中信 蕭素琴 蘇于玲        |
| 路跑裁判           | 邱銘祥 張景雲 陳文英 程美琇                                    |
| 供水海綿組         | 林仕龍 林逸森 蘇錦全                                           |
| 供 輪 站           | 李桂芳                                                         |
| 終點攝影           | 李明德                                                         |
| 處 罰 區           | 丁進添                                                         |
| 晶片計時           | 李俊麒 林盈孜 柳依辰 梁晴萍 莫明傑 陳至韋 陳淑分 彭思嘉 黃新景 |
| 晶片操作           | 吳韻茹 林承泰                                                  |

## 決賽成績列表[a 2]
| 序 | 單位   | 比賽項目             | 姓名                        | 成績       | 備註 | 名次 | 組別   | 種類     | 日期     |
| 1  | 臺北市 | 男子組鐵人三項個人組 | 張團畯                      | 1:56.33    |      | 1    | 男子組 | 鐵人三項 | 10月19日 |
| 2  | 臺北市 | 男子組鐵人三項個人組 | 張家豪                      | 1:59:21    |      | 2    | 男子組 | 鐵人三項 | 10月19日 |
| 3  | 高雄市 | 男子組鐵人三項個人組 | 林威志                      | 2:02:17    |      | 3    | 男子組 | 鐵人三項 | 10月19日 |
| 4  | 臺北市 | 男子組鐵人三項個人組 | 王威凱                      | 2:03:19    |      | 4    | 男子組 | 鐵人三項 | 10月19日 |
| 5  | 彰化縣 | 男子組鐵人三項個人組 | 吳承泰                      | 2:06:26    |      | 5    | 男子組 | 鐵人三項 | 10月19日 |
| 6  | 彰化縣 | 男子組鐵人三項個人組 | 莊柏千                      | 2:09:57    |      | 6    | 男子組 | 鐵人三項 | 10月19日 |
| 7  | 彰化縣 | 男子組鐵人三項個人組 | 楊志祥                      | 2:09:59    |      | 7    | 男子組 | 鐵人三項 | 10月19日 |
| 8  | 高雄市 | 男子組鐵人三項個人組 | 李家豐                      | 2:12:37    |      | 8    | 男子組 | 鐵人三項 | 10月19日 |
| 9  | 臺北市 | 女子組鐵人三項個人組 | 張嘉家                      | 2:14:19    |      | 1    | 女子組 | 鐵人三項 | 10月19日 |
| 10 | 高雄市 | 女子組鐵人三項個人組 | 黃于嫣                      | 2:14:31    |      | 2    | 女子組 | 鐵人三項 | 10月19日 |
| 11 | 高雄市 | 女子組鐵人三項個人組 | 郭家齊                      | 2:14:53    |      | 3    | 女子組 | 鐵人三項 | 10月19日 |
| 12 | 高雄市 | 女子組鐵人三項個人組 | 張綺文                      | 2:15:02    |      | 4    | 女子組 | 鐵人三項 | 10月19日 |
| 13 | 臺北市 | 女子組鐵人三項個人組 | 張婷婷                      | 2:21:54    |      | 5    | 女子組 | 鐵人三項 | 10月19日 |
| 14 | 臺北市 | 女子組鐵人三項個人組 | 柳怡卉                      | 2:31:45    |      | 6    | 女子組 | 鐵人三項 | 10月19日 |
| 15 | 彰化縣 | 女子組鐵人三項個人組 | 許雅喬                      | 2:34:29    |      | 7    | 女子組 | 鐵人三項 | 10月19日 |
| 16 | 臺中市 | 女子組鐵人三項個人組 | 陳苡弘                      | 2:38:19    |      | 8    | 女子組 | 鐵人三項 | 10月19日 |
| 17 | 臺北市 | 混合組鐵人三項接力組 | 張嘉家 張家豪 張婷婷 張團畯 | 01：32：23 |      | 1    | 混合組 | 鐵人三項 | 10月20日 |
| 18 | 高雄市 | 混合組鐵人三項接力組 | 黃于嫣 李家豐 郭家齊 林威志 | 01：34：53 |      | 2    | 混合組 | 鐵人三項 | 10月20日 |
| 19 | 彰化縣 | 混合組鐵人三項接力組 | 許雅喬 吳承泰 黃瑜 楊志祥   | 01：36：15 |      | 3    | 混合組 | 鐵人三項 | 10月20日 |
| 20 | 臺中市 | 混合組鐵人三項接力組 | 汪旖文 楊晁青 陳俐妘 馮昶鈞 | 01：44：52 |      | 4    | 混合組 | 鐵人三項 | 10月20日 |

(成績結果以中華民國108年全國運動會大會公佈為主，本成績僅供參考)

### 官方資料
1. 1 2 3  （繁體中文） (PDF). 108年全國運動會籌備處.[]
2. ↑  （繁體中文）.   [2019-11-04]. （原始内容存档于2019-07-31）.
3. ↑  （繁體中文）. 2019-10-19  [2019-10-19].[]
4. ↑  （繁體中文）. 2019-10-19  [2019-10-19].[]
5. ↑  （繁體中文）. 2019-10-20  [2019-10-20].[]

### 新聞報導
1. ↑  . ETtoday. 2019-10-19  [2019-10-19]. （原始内容存档于2019-11-04）.

## 外部連結
- （繁體中文）108年全國運動會官方網站（页面存档备份，存于）